# Gülben Ergen
Gülben Ergen es una cantante y actriz turca de cine y televisión.

## Biografía
Nació en Estambul, Turquía el 25 de agosto de 1972.
Fue nombrada Miss Cinema 1987 y después de terminar la secundaria buscó una carrera en el modelaje.
En 1988 perdió a su hermano mayor en un accidente de tráfico.
Se casó con Mustafa Erdogan, fundador del grupo de música dance Fire of Anatolia, el 5 de septiembre de 2004, y dieron la bienvenida a su primer hijo, Atlas Erdogan, el 18 de enero de 2007. El 22 de junio de 2009 tuvo a los gemelos Ares y Güney. El matrimonio terminó en abril de 2012.
El 27 de septiembre de 2014, se casó con el editor de TV Erhan Çelik. Después de 2 años de matrimonio, se divorciaron el 6 de diciembre de 2016.

## Carrera
Su papel más famoso es probablemente el de Melek en Dadı, la versión turca de La niñera, por el cual ganó el premio a mejor actriz en los Golden Butterfly Awards.

## Discografía
Álbumes
- Merhaba (1997)[17]
- Kör Aşık (1999)[18]
- Sade ve Sadece (2002)[19][20]
- Uçacaksın (2004)[21]
- Gülben Ergen Live in İstanbul (2005)[22][23]
- 9+1 Fıkır Fıkır (2005)
- Gülben Ergen (2006)[24][25]
- Aşk Hiç Bitmez (2008)[26]
- Uzun Yol Şarkıları (2009)[27][28][29]
- Şıkır Şıkır (2011)[30]
- Hayat Bi Gün (2011)
- Durdurun Dünyayı (2012)
- Sen (2013)
- Kalbimi Koydum (2015)[31]
- Esasen (2017)

## Filmografía
- 1988 Biz Ayrılamayız
- 1988 Deniz Yıldızı
- 1989 Av
- 1990 Hanımın Çiftliği (TRT)
- 1991 Kanun Savaşçıları (TRT)
- 1992 İşgal Altında (TRT)
- 1994 İki Kız Kardeş (Show TV)
- 1997 Fırat (Star TV)
- 1998 Marziye (TGRT)
- 1998 Gümbür Gümbür Gülbence (TGRT)
- 2001 Dadı [Remake de La niñera] (Show TV, atv, Star TV)
- 2002 Hürrem Sultan (Star TV)[32][33]
- 2006 Gönül (Kanal D)
- 2008 Gülben Ergen'le Sürpriz (atv, talk show)
- 2009 Popstar Alaturka (Fox TV)
- 2011 Gülben (TRT)[34]
- 2012 Seda Sultan (TV8)
- 2012 Ender Saraç'la Sağlıklı Günler
- 2012 Benzemez Kimse Sana (Star TV)
- 2013 Gülben (Show TV)[35][36]
- 2013 Bir Milyon Kimin? (Show TV; jurado)
- 2015 Rising Star Türkiye (TV 8)
- 2017 Vezir Parmağı